# Foveosa albicapillis
Foveosa albicapillis är en spindelart som beskrevs av Russell-Smith, Alderweireldt och Rudy Jocqué 2007. Foveosa albicapillis ingår i släktet Foveosa och familjen vargspindlar. Inga underarter finns listade i Catalogue of Life.